# Беліни (гміна Брохув)
Беліни (пол. Bieliny) — село в Польщі, у гміні Брохув Сохачевського повіту Мазовецького воєводства.
Населення — 85 осіб (2011).
У 1975-1998 роках село належало до Варшавського воєводства.

## Демографія
Демографічна структура станом на 31 березня 2011 року:
|          | Загалом | Допрацездатний вік | Працездатний вік | Постпрацездатний вік |
| -------- | ------- | ------------------ | ---------------- | -------------------- |
| Чоловіки | 43      | 9                  | 30               | 4                    |
| Жінки    | 42      | 6                  | 20               | 16                   |
| Разом    | 85      | 15                 | 50               | 20                   |